# 銀湖 (塞爾維亞)
44°46′N 21°27′E / 44.76°N 21.45°E

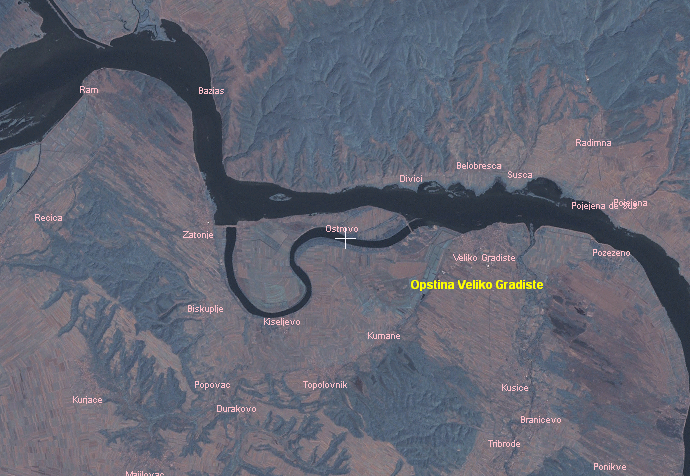

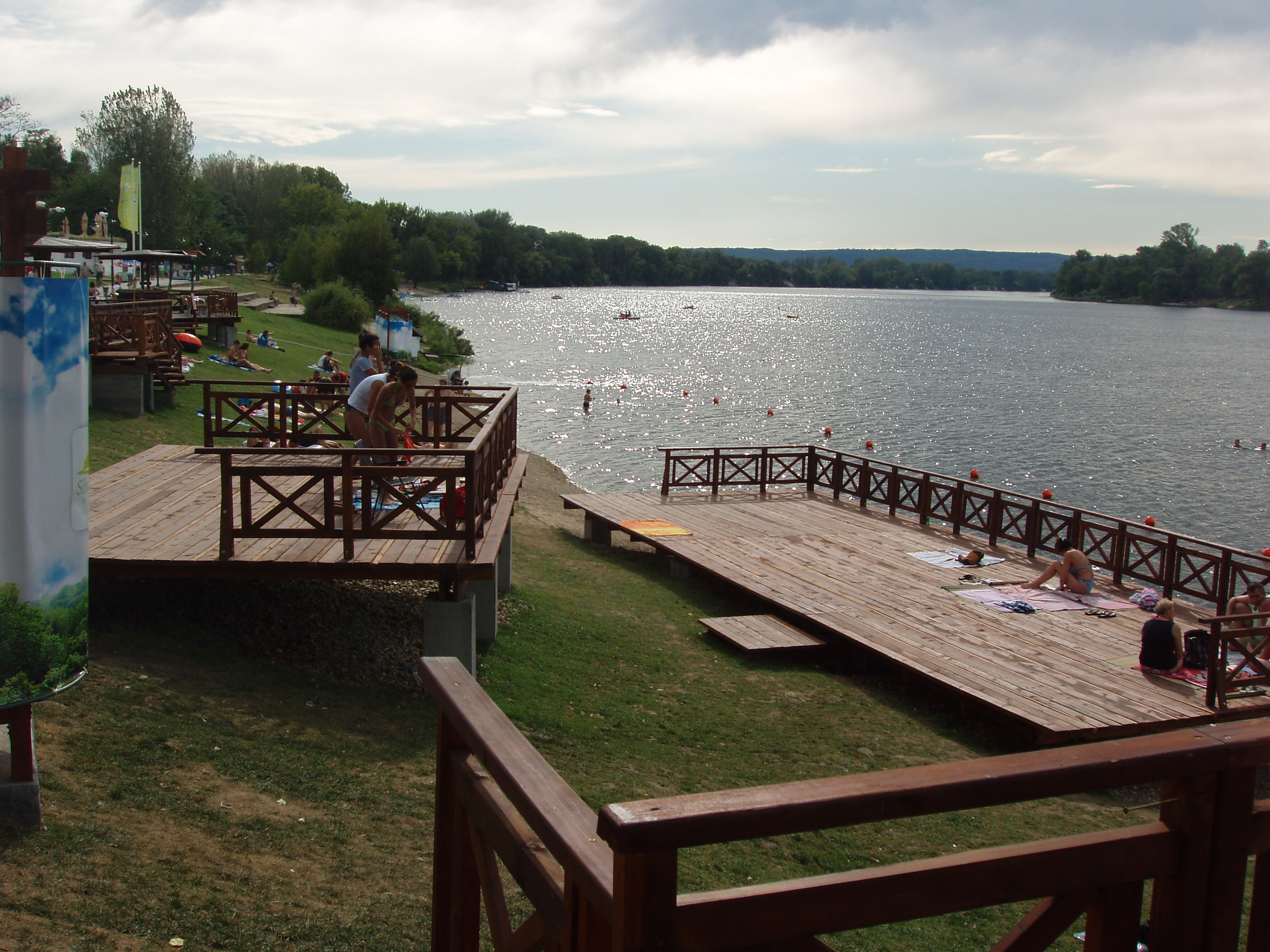

銀湖是塞爾維亞的湖泊，位於該國東部大格拉迪什泰附近，屬於多瑙河流域的一部分，長14公里、寬0.3公里，面積4平方公里，海拔高度70米，最大水深8米，是熱門的旅遊地點。

## 外部連結
- Srebrno jezero tourist info portal
- Srebrno jezero official site （页面存档备份，存于）
- Silver lake （页面存档备份，存于） Serbia Travel Guide
- Srebrno jezero - Kalinovcic